# 일산화 리튬 음이온
일산화 리튬 음이온(영어: lithium monoxide anion)은 화학식이 LiO−이며, 기체 상태로 존재하는 초염기이다. 일산화 리튬 음이온은 2008년까지 알려진 가장 강력한 염기였으며 이성질체인 다이에티닐벤젠 이음이온이 더 높은 양성자 친화력을 갖는 것으로 결정되었다. 메타나이드 음이온 CH3−는 일산화 리튬 음이온이 발견되기 전까지 알려져 있는 가장 강한 염기였다.
일산화 리튬 음이온은 약 1782 kJ/mol의 양성자 친화력을 가지고 있다.

## 같이 보기
- 산화 리튬
- 메틸 음이온
- 초염기